# Bruno Mezenga
Bruno Ferreira Mombra Rosa, noto come Bruno Mezenga (Niterói, 8 agosto 1988), è un calciatore brasiliano, attaccante del Náutico.

## Carriera

### Club
Fece il suo debutto con il Flamengo il 22 maggio 2005 nel Campeonato Brasileiro Série A nella sconfitta casalinga per 0-1 contro il São Caetano.
Nel 2008-2009 andò in prestito all'Orduspor e divenne il capocannoniere del Türkiye Futbol Federasyonu.
Segnò una quadripletta il 14 dicembre 2008 contro l'İstanbul Güngörenspor, partita vinta in casa per 5-0.
L'ultima partita con il Flamengo venne giocata il 5 giugno 2010 nella sconfitta casalinga per 1-2 contro il Goiás.
A maggio del 2010 venne ceduto in prestito al Legia Varsavia. Debuttò con i nuovi compagni il 16 agosto 2010 nella vittoria casalinga per 2-1 contro il KS Cracovia. Segnò il suo primo gol col Legia il 24 settembre 2010 nella vittoria casalinga per 2-1 contro il Lech Poznań, mentre l'ultimo gol con questa maglia avvenne il 19 novembre 2010 nella vittoria casalinga per 3-0 contro l'Arka Gdynia. L'ultima partita con il Legia Varsavia avvenne il 21 maggio 2011 nella vittoria casalinga per 2-0 contro il Wisla Cracovia.
Il 22 giugno 2011 va in prestito allo Stella Rossa Debutta con la Stella Rossa il 28 luglio 2011 in Champions League nella vittoria fuori casa per 1-2 contro il Ventspils, proprio grazie a un suo gol al 93', dopo essere subentrato a Andrija Kaluđerović. Segna una doppietta il 23 novembre 2011 nella vittoria casalinga per 4-0 contro lo Smederevo. Gioca la sua ultima partita col club di Belgrado il 10 dicembre 2011 nella sconfitta casalinga per 0-2 contro il Vojvodina
Il 3 gennaio 2012 firma un quadriennale con l'Orduspor.
Ritorna all'Orduspor giocando il 1º febbraio 2012 nella partita casalinga vinta per 2-0 contro l'Ankaragücü subentrando al 68' a Bogdan Stancu. L'11 maggio segna una tripletta nella vittoria fuori casa per 2-4 contro il Kardemir Karabükspor.

### Nazionale
Nel 2005 venne convocato per il Mondiale U-17, dove la sua Nazionale perse in finale per 3-0 contro il Messico. Prese parte anche alla finale, non partendo dal primo minuto.

## Palmarès

### Club

#### Competizioni nazionali
- Coppa del Brasile: 1

Flamengo: 2006
- Coppa di Polonia: 1

Legia Varsavia: 2010-2011

#### Competizioni statali
- Campionato Carioca: 1

Flamengo: 2007
- Taça Guanabara: 1

Flamengo: 2007
- Campionato Cearense: 1

Fortaleza: 2007

### Individuale
- Capocannoniere del Campionato Paulista: 1

2021 (9 reti)